# Ородонти
Ородонти (лат. Orodontida) — ряд вимерлих пізньопалеозойських хрящових риб з підкласу хрящеголових, надряду параселяхій. Поширені з  девонського по ранній пермський період, переважно в Північній Півкулі.

## Характеристика
Описано по чавлящих  зубах, з широкою основою і гребнистою коронкою. Зуби зливаються в чавлящу «бруківку». Відомі зуби такого типу до 11 см в поперечнику, що належали дуже великим рибам. Рід Orodus описаний ще Л. Агассіцем в 1838 р. з раннього карбону Брістолю (Англія). Зуби приписували різним рибам ( євгенеодонтам, гібодонтним акулам) — і дійсно, така форма зубів могла конвергентно виникати в різних групах хрящових. У 1980-х роках в чорних глибоководних сланцях кам'яновугільного віку в Північній Америці (Індіана) було виявлено відбитки тел риб з ородонтними зубами. Зразки походять з пізнього карбону (вестфал) формацій Стаунтон і Лінтон. Відкладення цих формацій являють собою так звані циклотеми, де глибоководні відкладення чергувалися з мілководними. При цьому глибоководні опади накопичувались в безкисневих умовах (наприклад, в умовах високої концентрації сірководню, як у Чорному морі) і тіла риб добре зберігалися. Orodus greggi і O. micropterygius були великими рибами — відомі скелети до 4 м завдовжки, хоча могли існувати особини багато більші. У них видовжене тіло, округла тупоморда голова. Піднебінно-квадратний хрящ погано визначається, можливо, зростався з нейрокранієм. Меккелів хрящ нижньої щелепи короткий і розширений. Парні плавці крихітні. Спинний плавець, мабуть, один, зрушений назад (відомі неописані представники групи з двома спинними плавцями). Хвостовий плавець напівмісячний, невисокий. Анального плавця і плавникових шипів немає. Тіло вкрите цикломоріальними лусками, складнішими на спині, донизу луски спрощуються, перетворюючись на зубчики. Рештки скелету ородуса з карбону Англії виявлено разом з раковинами хижих  остракод, що харчувалися на трупі риби.
Ці величезні риби мешкали, очевидно, в товщі води і харчувалися якимись безхребетними з твердими покривами (амонітами, конуляріями, плаваючими черевоногими). Всі ородонти знайдені в морських відкладеннях. Описано 3-4 роди: Orodus (ранній карбон — рання перм Європи та Північної Америки), Leiodus (ранній карбон Північної Америки), Mesodmodus (ранній карбон Північної Америки) і Hercynolepis (пізній девон Європи). Зуби ородуса відомі і з середнього карбону Підмосков'я.

## Роди
- Hercynolepis
- Leiodus
- Mesodmodus
- Orodus

## Ресурси Інтернету
- https://web.archive.org/web/20080513020443/http://snr.unl.edu/Data/Fossils/fossilfish.asp
- http://journals.cambridge.org/production/action/cjoGetFulltext?fulltextid=1200396
- https://web.archive.org/web/20090202194325/http://www.palaeos.com/Vertebrates/Units/070Chondrichthyes/070.100.html#Orodontida
- http://www.ria.ie/publications/journals/journaldb/index.asp?select=fulltext&id=100640%5Bнедоступне+посилання+з+липня+2019%5D
- http://socrates.berkeley.edu/~irmisr/naco2004.pdf [Архівовано 11 квітня 2014 у Wayback Machine.]
- https://web.archive.org/web/20081203171232/http://web.bio.umassd.edu/dbernal/Coursedl/Compagno_1990.pdf
- http://strata.geology.wisc.edu/jack/showgenera.php?taxon=575&rank=class [Архівовано 29 липня 2012 у Archive.is]
- http://www.helsinki.fi/~mhaaramo/metazoa/deuterostoma/chordata/chondrichthyes/holocephali/paraselachimorpha.html [Архівовано 4 вересня 2014 у Wayback Machine.]
- http://media.wiley.com/product_data/excerpt/17/04712503/0471250317.pdf [Архівовано 22 лютого 2016 у Wayback Machine.]